# Homalodisca noressa
Homalodisca noressa är en insektsart som beskrevs av Young 1968. Homalodisca noressa ingår i släktet Homalodisca och familjen dvärgstritar. Inga underarter finns listade i Catalogue of Life.